# MINERVA

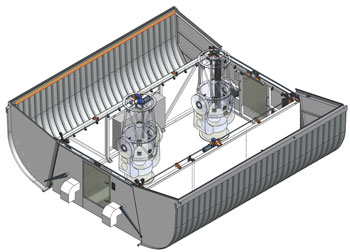
Un esquema de uno de los recintos del proyecto con dos telescopios

MINERVA, (del inglés MINiature Exoplanet Radial Velocity Array) en español Formación de Velocidad Radial Exoplanetaria en Miniatura es un observatorio robótico dedicado a los exoplanetas. La instalación consta de una serie de telescopios robóticos de apertura pequeña equipados tanto para fotometría como para espectroscopia Doppler de alta resolución ubicada en el Observatorio Fred Lawrence Whipple de los Estados Unidos en el Monte. Hopkins, Arizona. El investigador principal del proyecto es el astrónomo americano John Johnson. La formación consiste en 5 telescopios. Los telescopios fueron fabricados por PlaneWave Instruments

## MINERVA-Rojo
MINERVA-Rojo es un espectrógrafo de echelle optimizado para el "rojo profundo", entre 800 nm y 900 nm (donde las estrellas enanas del tipo M son más brillantes) con un telescopio robótico de 0,7 metros. Utiliza un étalón Fabry-Perot y una lámpara U/Ne para la calibración de la longitud de onda.

### Otros proyectos de búsqueda de exoplanetas
- Proyecto HATNet (HATNet)
- Kilodegree Extremadamente Poco Telescopio (KELT)
- Luego-Generación Transit Encuesta (NGTS)
- Trans-Atlántico Exoplanet Encuesta (TrES)
- XO Telescopio